# Wu Ruiting
Wu Ruiting (吳瑞庭S; Dongguan, 29 novembre 1995) è un triplista cinese.

## Palmarès
| Anno | Manifestazione      | Sede    | Evento       | Risultato | Prestazione | Note |
| ---- | ------------------- | ------- | ------------ | --------- | ----------- | ---- |
| 2017 | Mondiali            | Londra  | Salto triplo | 9º        | 16,66 m     |      |
| 2019 | Mondiali            | Doha    | Salto triplo | 9º        | 16,97 m     |      |
| 2021 | Giochi olimpici     | Tokyo   | Salto triplo | 14º (q)   | 16,73 m     |      |
| 2023 | Campionati asiatici | Bangkok | Salto triplo | 8º        | 15,93 m     |      |